# Deferoxamin
Deferoxamin ist ein Arzneistoff, der aufgrund seiner hohen Affinität zu dreiwertigen Eisen-Ionen und seiner chelatbildenden Eigenschaft als Antidot bei Vergiftungen mit Eisen eingesetzt wird. Es wird von Novartis in Deutschland, Österreich, der Schweiz und der übrigen EU als Deferoxaminmesilat unter dem Namen Desferal vertrieben.

## Vorkommen
Deferoxamin kommt in der Natur als rötlicher Farbstoff im Actinobacterium Streptomyces pilosus vor.

## Pharmakologische Eigenschaften
Deferoxamin ist eine höhermolekulare Verbindung mit drei Hydroxamsäuregruppen und besitzt eine hohe Affinität zu Eisen(III)-ionen. Es bindet das beim Hämoglobinabbau freiwerdende Eisen und bewirkt dessen renale Ausscheidung. Eisen-Mangelerscheinungen treten bei kurzfristiger Anwendung nicht auf.

## Klinische Angaben

### Anwendungsgebiete (Indikationen)
Deferoxamin wird als parenteral appliziertes Medikament bei Eisenüberladung angewendet, u. a. bei Hämochromatose, sideroblastischer Anämie, sekundärer Hämosiderose nach Bluttransfusionen und akuter Eisenvergiftung.
Der Deferoxamin-Test dient zur Feststellung pathologischer Eisenablagerungen. Gleichzeitig kann ein pathologischer Deferoxamin-Test (Desferal-Test) ein Hinweis für das Vorliegen einer aluminiuminduzierten Osteopathie (low turnover-Osteopathie) sein.